# Шлях воїна
«Шлях воїна» (англ. The Warrior's Way) — бойовик режисера Лі Синму. У головних ролях: Кейт Босворт, Джеффрі Раш і корейський актор Чан Дон Гон.

## Зміст
Великий воїн Янґ – жива легенда, народжена на полі бою. Він був такий сильний, що жодна армія не могла його перемогти. Одного разу самурай знищував ворогів свого клану і відмовився убити маленьку дівчинку, за що його чекає смертний вирок. Із немовлям на руках він утікає в Новий Світ, в Америку, і знаходить притулок в глухому містечку, жителі якого живуть у постійному страху перед бандою безжального Полковника. Та й тут минуле переслідує Янґа. Він знову має оголити свій меч.

## Ролі
- Чан Дон Гон — Янг
- Кейт Босворт — Лінн
- Денні Г'юстон — Полковник
- Джеффрі Раш — Рон
- Біроль Йілдиз — Дух воїна
- Тоні Кокс —  8-Ball
- Девід Остін — One Man Band
- Метт Джілландерс — Geyser
- Нік Семпсон — Pug
- Ешлі Джонс — Rug